# Калиновка (Щучанський район)
Кали́новка (рос. Калиновка) — присілок у складі Щучанського району Курганської області, Росія. Входить до складу Каясанської сільської ради.
Населення — 2 особи (2010, 0 у 2002).